# Endococcus parentium
Endococcus parentium är en lavart som beskrevs av Etayo 2008. Endococcus parentium ingår i släktet Endococcus, klassen Dothideomycetes, divisionen sporsäcksvampar och riket svampar.   Inga underarter finns listade i Catalogue of Life.